# Øresvin
Øresvinet (Tursiops truncatus) er nok den mest kendte delfinart. Den findes i varme og tempererede have over hele verden, med undtagelse af Ishavet og Antarktis. Arten er kendt for at være meget lærenem og tillidsfuld over for mennesker. Den findes tæmmet i mange oceanarier, og meget viden om hvaler er opnået ved at studere den i fangenskab. Øresvinet er et rovdyr og lever blandt andet af fisk og blæksprutter.

## Udseende og anatomi
Øresvin er grå i forskellige nuancer, mørkest på ryggen nær rygfinnen og lysest på undersiden. Denne såkaldte modskygning gør dem svære at se i vandet, såvel oppe- som nedefra. Voksne varierer i længde fra 2 til 4 meter, og i vægt fra 150 til 650 kg. Hanner er i gennemsnit længere og vejer betydeligt mere end hunner. Størrelsen varierer betydeligt med levestedet. De fleste steder er længden omkring 2,5 meter og vægten 200-300 kg. Hvis man ser bort fra øresvin i det østlige Stillehav, så er dyr, der lever i varmt og forholdsvis lavt vand generelt mindre end deres slægtninge i koldt og dybt vand.
Halefinne og rygfinne er som hos andre delfiner dannet af tæt bindevæv og indeholder hverken knogler eller muskler. Dyrene bevæger sig fremad i vandet ved at slå op og ned med halefinnen. Lufferne anvendes til styring og indeholder knogler der er homologe til forlemmerne hos landpattedyr (fra hvem delfinerne og andre tandhvaler udviklede sig fra for ca. 50 millioner år siden).

## Sanser
Øresvin har et godt syn. I øjnene, der sidder på hver side af hovedet, findes et reflekterende lag bag nethinden, kaldet tapetum lucidum. Dette hjælper i svagt lys. Deres pupiller gør det muligt at se skarpt også over vandet på trods af det anderledes brydningsindeks i luft i forhold til i vand, fordi pupillernes lille åbning i stærkt lys giver en stor dybdeskarphed ligesom blænden i et kamera.
Lugtesansen er derimod ringe, da øresvinet mangler olfaktoriske nerver i hjernen. Deres smagssans er ikke blevet grundigt undersøgt, men de menes at kunne smage stoffer i vandet.

### Biosonar
Øresvinet søger, ligesom andre delfiner, føde ved af hjælp af en såkaldt biosonar, svarende til en almindelig sonar: de finder byttet ved at udsende en lyd og derefter lytte efter ekkoet. Den klikkende lyd udsendes i en fokuseret stråle foran dyret. Ligesom hos andre delfiner findes to små øreåbninger bag øjnene, men de fleste af lydbølgerne bliver transmitteret til det indre øre via underkæben. Når de nærmer sig byttet, bliver ekkoet højere, hvilket får delfinerne til at mindske intensiteten af de udsendte lyde. Dette står i kontrast til biosonaren hos flagermus og den menneskelige sonar, hvor det er følsomheden for lyden der mindskes. Grundige studier har vist, at øresvin er i stand til at udtrække detaljer om objektets form ved hjælp af deres biosonar.

## Levevis

### Føde
Øresvinets føde består primært af små fisk, blæksprutter og krebsdyr. De kegleformede tænder bruges til at gribe og fastholde, men ikke til at tygge. Når en fiskestime er fundet, kan dyrene f.eks. arbejde sammen om at genne fiskestimen ind på lavt land, for bedre at kunne fange dem. De jager også fisk alene, især når det drejer sig om bundlevende fisk. Øresvinet kan slå til fiskene med halen, for at lamme dem og derved gøre dem nemme at fange. Det er også blevet teoretiseret at de kan bruge deres biosonar til at lamme fisk.[kilde mangler]

### Kommunikation
Øresvin kommunikerer dels med kropssprog og dels med lyde som de producerer i seks luftsække nær blåsthullet (de har ingen stemmebånd). Hvert dyr menes at have sin egen signaturlyd som unikt identificerer dyret. De har desuden mange andre lyde, men et egentlig "delfinsprog" er aldrig blevet påvist.

### Formering
Drægtighedsperioden er omkring 12 måneder. Fødslen foregår til tider assisteret af en "jordemoder" (som kan være en han). Oftest fødes en enkelt unge, sjældent to. Ungen er ved fødslen omkring 120 centimeter lang og vejer 15-30 kg. Ungen vænnes fra efter cirka 18 måneder, men holder sig ved moderen i op til 6 år. Hannerne er ikke involveret i at opfostre deres afkom. Hunnerne bliver kønsmodne i 6-12-årsalderen, hannerne en smule senere, i 10-13-årsalderen.
Han og hun har på bugsiden en kønsslids, der indeholder henholdsvis penis og vagina. Hunnen har desuden på hver side af kønsslidsen to andre slidser, hvori dievorter befinder sig. Parringslegen omfatter bl.a. at hannen gnider sig op ad hunnen og "kærtegner" hende. Efter dette forspil foregår parringen bug mod bug. Akten varer kun 10-30 sekunder, men gentages adskillige gange, med et interval på nogle minutter.[kilde mangler]

### Social adfærd
Voksne hanner lever mest alene eller i grupper på 2-3 individer, og kan slutte sig til grupper med hunner i kortere perioder. Typisk lever voksne hunner og deres unger sammen i grupper på op til 15 dyr. Dog er gruppens størrelse ikke permanent, fordi dens medlemmer kommer og går, hviket kan ske dagligt eller med endnu kortere interval. Det vil sige, at en gruppes sammensætning normalt bestemmes af køn, alder, slægtskab samt hvor i den reproduktive cyklus det enkelte individ befinder sig. F.eks. gælder det for øresvinene ved Floridas kyst nær Sarasota, at en gruppe mest almindeligt består af voksne hunner med deres seneste afkom, umodne dyr af begge køn samt voksne hanner, der enten er alene eller er en af flere, der danner par med hunner i gruppen. Flere grupper kan midlertidigt slå sig sammen for at danne større flokke på over hundrede dyr eller mere.
Arten er kendt for sin tillidsfuldhed over for mennesker. Det er sket, at et øresvin har reddet sårede dykkere ved at skubbe dem til overfladen, hvilket er en adfærd der også ses over for sårede artsfæller.
Arten kan udvise aggressiv adfærd. Dette inkluderer kampe mellem hanner om indbyrdes rang og adgangen til hunner, såvel som aggression overfor hajer og andre mindre delfinarter.[kilde mangler]

### Vejrtrækning og søvn
Øresvinet kommer typisk op til overfladen for at ånde to eller tre gange i minuttet, selv om den kan være neddykket i op til 20 minutter.
Øresvin kan ligesom andre delfiner trække vejret mens de "halvsover". Under søvnen forbliver den ene hjernehalvdel aktiv, mens den anden halvdel lukker ned. Den aktive hjernehalvdel sørger for at dyret kommer op til overfladen og trækker vejret. Den sover i alt omkring otte timer i døgnet, fra nogle minutter til timer ad gangen. Den lukker ind imellem det ene øje.

### Naturlige fjender og levetid
Store hajarter som tigerhaj kan jage øresvinet. Man har i farvandene ved Peru og New Zealand observeret grupper af spækhuggere jage øresvin, men det lader til at være sjældent.
Øresvin der angribes forsøger enter at undslippe eller at omringe angriberen og dræbe den eller jage den på flugt.
Øresvinet bliver normalt omkring 25 år, men kan blive mere end 50 år gammel.

## Intelligens og værktøjsbrug

### Intelligens
Øresvinets hjerne er sammenlignelig i størrelse med hjernen hos de store menneskeaber og er næsten lige så komplekst opbygget som hos et menneske. Hjernen er fuldt udviklet, når øresvinet er omkring 10 år gammel. Hjernens størrelse har givet anledning til talrige teorier. I 1960'erne mente nogle således, at der var mulighed for at øresvinet kunne besidde et avanceret sprog ligesom mennesker. De efterfølgende studier tydede dog snarere på at hjernens kapacitet især var rettet mod styring af svømning og hørelse.
Hvis man definerer intelligens som det at være i stand til at "tænke, planlægge, løse opgaver, abstahere, forstå indviklede begreber, opfatte hurtigt og til at kunne lære af sine erfaringer", så overgår øresvinet ifølge visse undersøgelser chimpanserne i test, der måler disse evner. Det lader f.eks. til, at øresvin besidder visse matematiske evner, altså højst abstrakte evner.

### Værktøjsbrug og kultur
I det mindste nogle vildtlevende øresvin kan anvende værktøj. Dette er blevet observeret i Shark Bay i det vestligste Australien. Her ses øresvin holde havsvampe i næbbet, sandsynligvis for at beskytte sig når de søger efter føde på den sandede havbund. Adfærden er kun observeret i denne bugt (første gang i 1997), og er næsten udelukkende iagttaget hos hunnerne. Dette er det først kendte tilfælde af værktøjsbrug hos havpattedyr, bortset fra hos havodderen. Et udførligt studie i 2005 viste at mødrene sandsynligvis lærte deres døtre hvordan de skulle gøre, hvilket af nogle opfattes som et udtryk for kultur hos arten (at lære adfærd fra andre artsfæller).
Nogle øresvin ud for Mauretanien er kendt for at samarbejde med fiskere. Dyrene driver en fiskestime ind mod kysten, hvor fiskerne venter med deres net. Når nettene kastes opstår forvirring blandt fiskene, så øresvinene får lejlighed til at fange nogle af dem. Samarbejde mellem øresvin og andre dyrearter er også observeret.[kilde mangler]

## Underarter og slægtninge
Underarter af øresvinet:
- Tursiops truncatus truncatus
- Tursiops truncatus gillii, i Stillehavet
- Tursiops truncatus ponticus, i Sortehavet

Øresvinet er nært beslægtet med indopacifisk øresvin (Tursiops aduncus), der lever kystnært omkring øerne i Sydøstasien, langs Afrikas østkyst og i Rødehavet. Senest er det blevet klarlagt at den form af øresvinet, der lever i nogle laguner i det sydøstlige Australien skal anerkendes som en selvstændig art,Tursiops australis.

## Øresvin og mennesker
Øresvin dræbes for mad eller fordi de konkurrerer med fiskere om de samme fisk. Øresvin og tunfisk følger ofte hinanden, og da delfiner er nemmere at få øje på end tunfisk, omringer fiskerne ofte delfiner for at fange tunfiskene, hvilket kan resultere i at delfiner også dræbes. Dette har ført til boykot af visse tunprodukter og fremkomsten af såkaldte "delfinsikre" tunprodukter, hvor man har brugt andre fangstmetoder der bedre tager hensyn til delfinerne.
Øresvin bliver ofte trænet til at optræde i delfinshows. Nogle mener at delfinerne bliver utilstrækkeligt stimuleret og at deres bassiner er for små, mens andre mener at delfinerne har det godt og nyder at leve og arbejde med mennesker.
Både USA og Rusland træner delfiner i deres militær til at kunne lokalisere undervandsminer eller fjendtlige dykkere. Det amerikanske militærprogram for delfiner har hjemme i San Diego, Californien.
I byen Laguna i det sydlige Brasilien har øresvin samarbejdet med lokale fiskere om at fange fisk siden 1847. Lignende samarbejde foregår ud for Mauretanien i Afrika.

### Beskyttelse
Selvom øresvinet mange steder er lokalt truet, betragtes arten som helhed ikke som truet. Det skyldes, at den globale bestand er stor og vidt udbredt. Et eksempel på en lokalt truet bestand er øresvinene i fjorden Moray Firth i det nordlige Skotland, der er estimeret til kun at bestå af 190 dyr. De trues af forurening, fysiske skader og begrænset fødeadgang.
Den internationale handel med øresvin er stærkt kontrolleret og begrænset.[kilde mangler]

## Billeder
- Øresvin under et show i oceanariet i Hongkong
- Færøsk frimærke med øresvin
- Øresvin i Barcelonas zoologiske have
- Øresvin i Barcelonas zoologiske have